# Носсак (Аверон)
Носса́к (фр. и окс. Naussac) — коммуна во Франции, находится в регионе Окситания. Департамент — Аверон. Входит в состав кантона Каденак-Гар. Округ коммуны — Вильфранш-де-Руэрг.
Код INSEE коммуны — 12170.
Коммуна расположена приблизительно в 490 км к югу от Парижа, в 115 км северо-восточнее Тулузы, в 45 км к северо-западу от Родеза.

## Население
Население коммуны на 2008 год составляло 320 человек.
| 1962 | 1968 | 1975 | 1982 | 1990 | 1999 | 2008 |
| ---- | ---- | ---- | ---- | ---- | ---- | ---- |
| 287  | 312  | 274  | 338  | 323  | 296  | 320  |

## Экономика
В 2007 году среди 207 человек в трудоспособном возрасте (15—64 лет) 144 были экономически активными, 63 — неактивными (показатель активности — 69,6 %, в 1999 году было 70,5 %). Из 144 активных работали 140 человек (75 мужчин и 65 женщин), безработными были 4 женщины. Среди 63 неактивных 22 человека были учениками или студентами, 25 — пенсионерами, 16 были неактивными по другим причинам.

## Достопримечательности
- Замок Маренеск (XIV век). Памятник истории с 1973 года[3]

## Фотогалерея

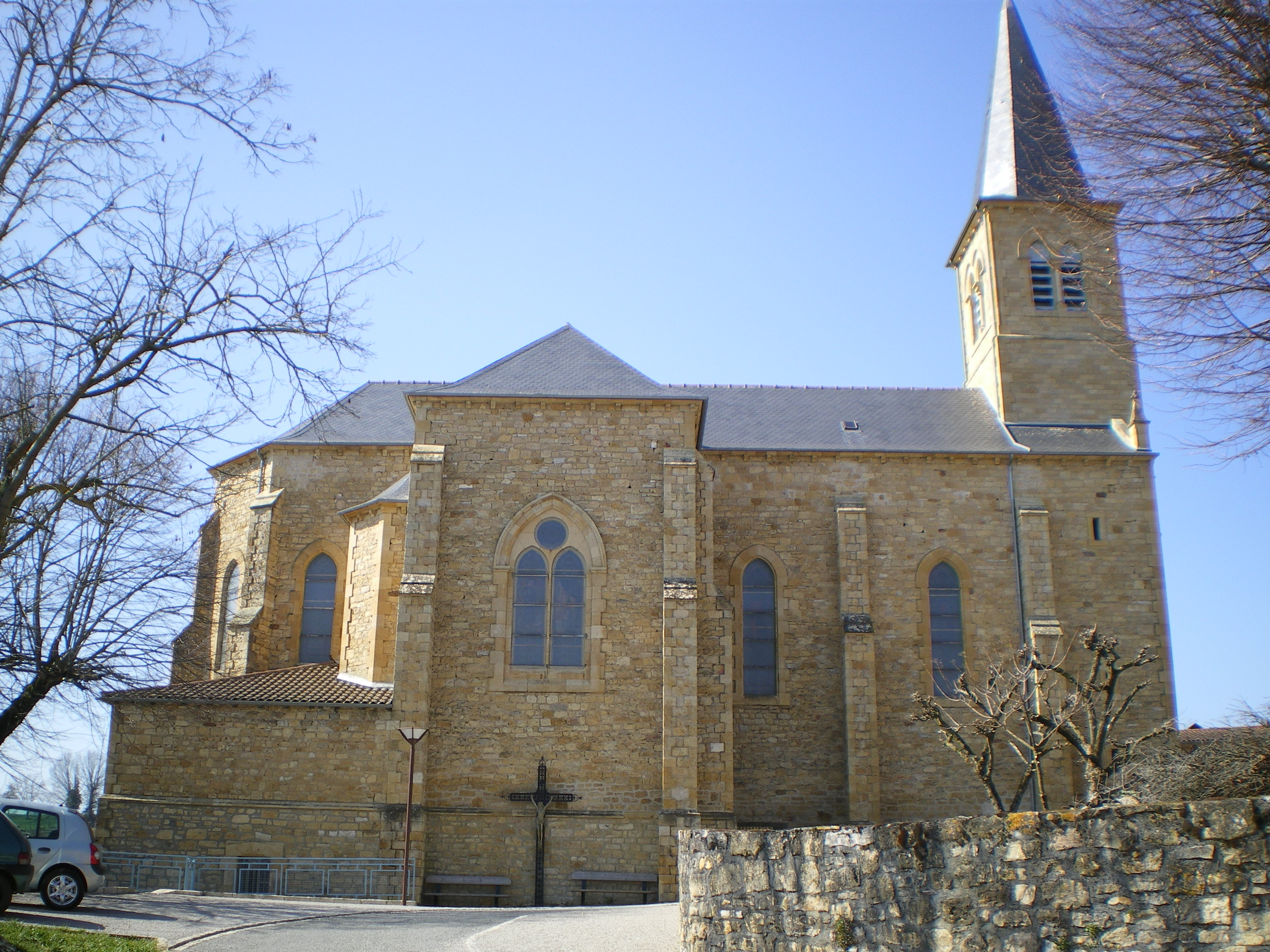
Церковь
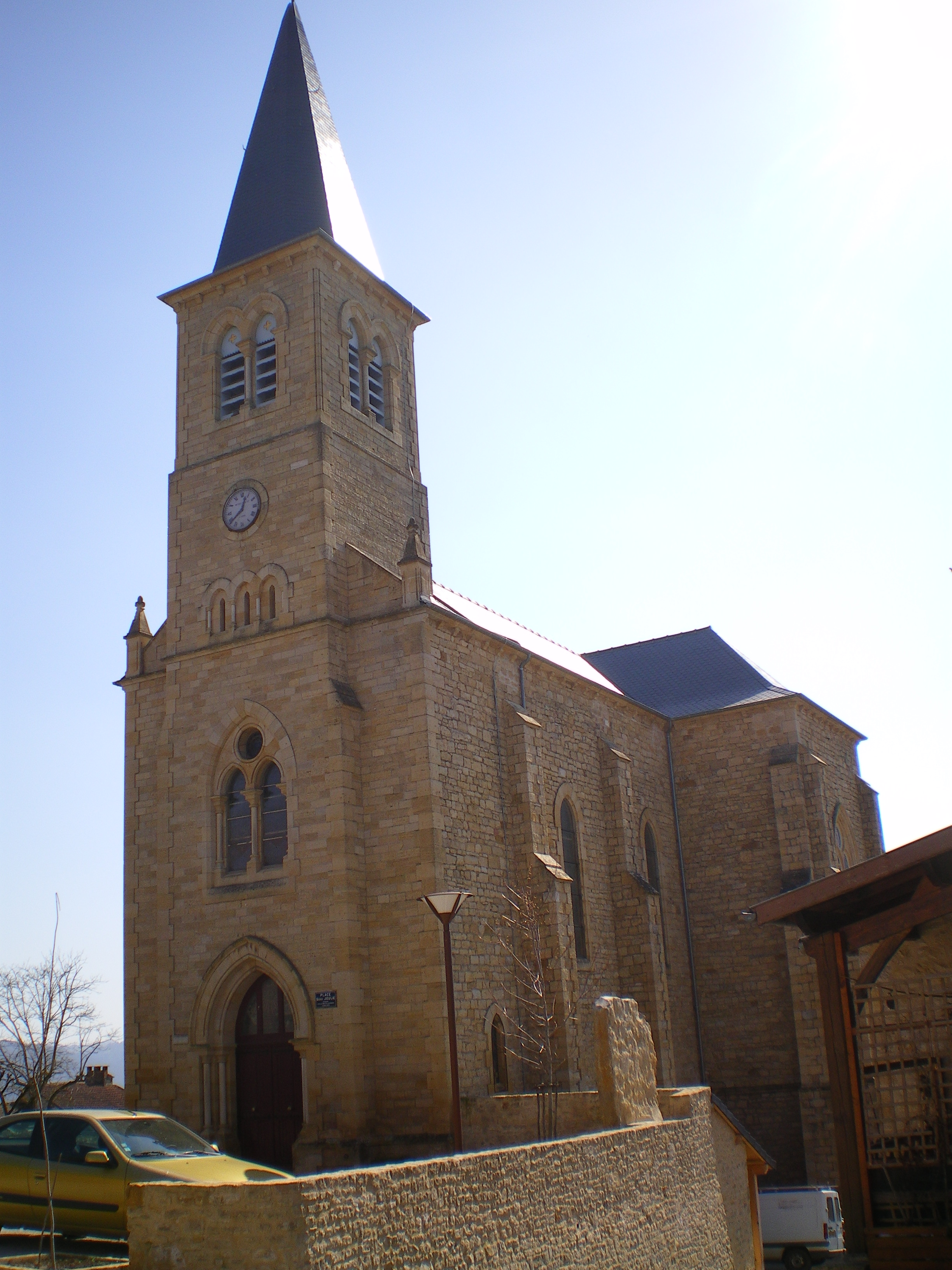
Церковь
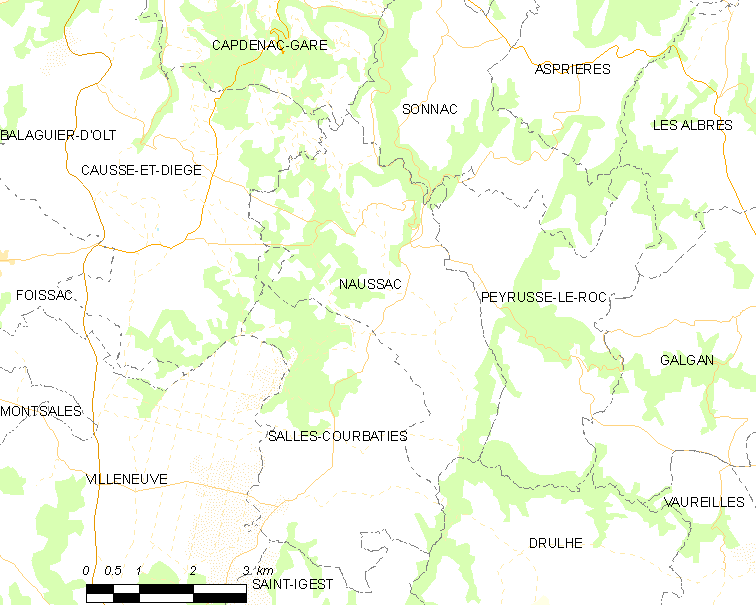
Карта коммуны